# 東施瓦地區
東施瓦地區（Misraq Shewa Zone）是埃塞俄比亞奧羅米亞州的12個地區之一，面積13,624.09平方公里，南面是南方各族州，西面接壤西施瓦地區，西北面是北施瓦地區，北臨阿姆哈拉州。根據埃塞俄比亞中央統計局2005年的資料，東施瓦人口約2,475,945，其中男性1,246,576人，女性1,229,369人，32.1%居民住在市區，人口密度為每平方公里181.73人。